# Simba (marque)
Simba est une entreprise agroalimentaire sud-africaine spécialisée dans la production de chips (croustilles de pommes de terre) vendues sous la marque Simba chips. Cette entreprise a été fondée en 1956 par la famille Greyvenstein.
Après avoir commercialisé avec succès des biscottes sous la marque Ouma  depuis les années 1940, la famille Greyvenstein cherchait en 1955 des moyens de diversifier l'entreprise familiale. Cette année-là, Leon Greyvenstein s'est rendu, à la recherche d'idées, dans un salon alimentaire en Allemagne et y a rencontré un certain Herman Lay - cofondateur de Frito-Lay qui est le plus grand fabricant de chips dans le monde. Les deux hommes se sont liés d'amitié, et Leon est ensuite allé aux États-Unis visiter une usine de chips en activité.
Simba est maintenant intégrée dans le groupe PepsiCo (maison-mère de Frito-Lay) et produit localement de nombreuses spécialités des marques de Frito-Lay.

## Produits
- Ghost Pops
- Nik Naks
- Lays
- Cheese Puffs
- Doritos